# Yponomeuta sociatus
Yponomeuta sociatus is een vlinder uit de familie van de stippelmotten (Yponomeutidae). De wetenschappelijke naam van de soort werd in 1972 gepubliceerd door S. Moriuti.